# Textilhögskolan i Reutlingen
Texoversum LDT Reutlingen är en tysk utbildningsinstitution specialiserad på textil, mode och design, belägen i Reutlingen i delstaten Baden-Württemberg. Skolan har sina rötter i den tidigare Textilfachschule Reutlingen och har yrkesinriktade utbildningar inom textilteknik, textilhandel och produktutveckling. Den är numera en del av det bredare kunskaps- och innovationscentret Texoversum, som samlar forskning, utbildning och industri inom den textila sektorn. Texoversum drivs i samarbete med Hochschule Reutlingen och anses vara ett ledande kompetenscentrum för hållbar och teknisk textilutveckling i Europa.